# 生命力

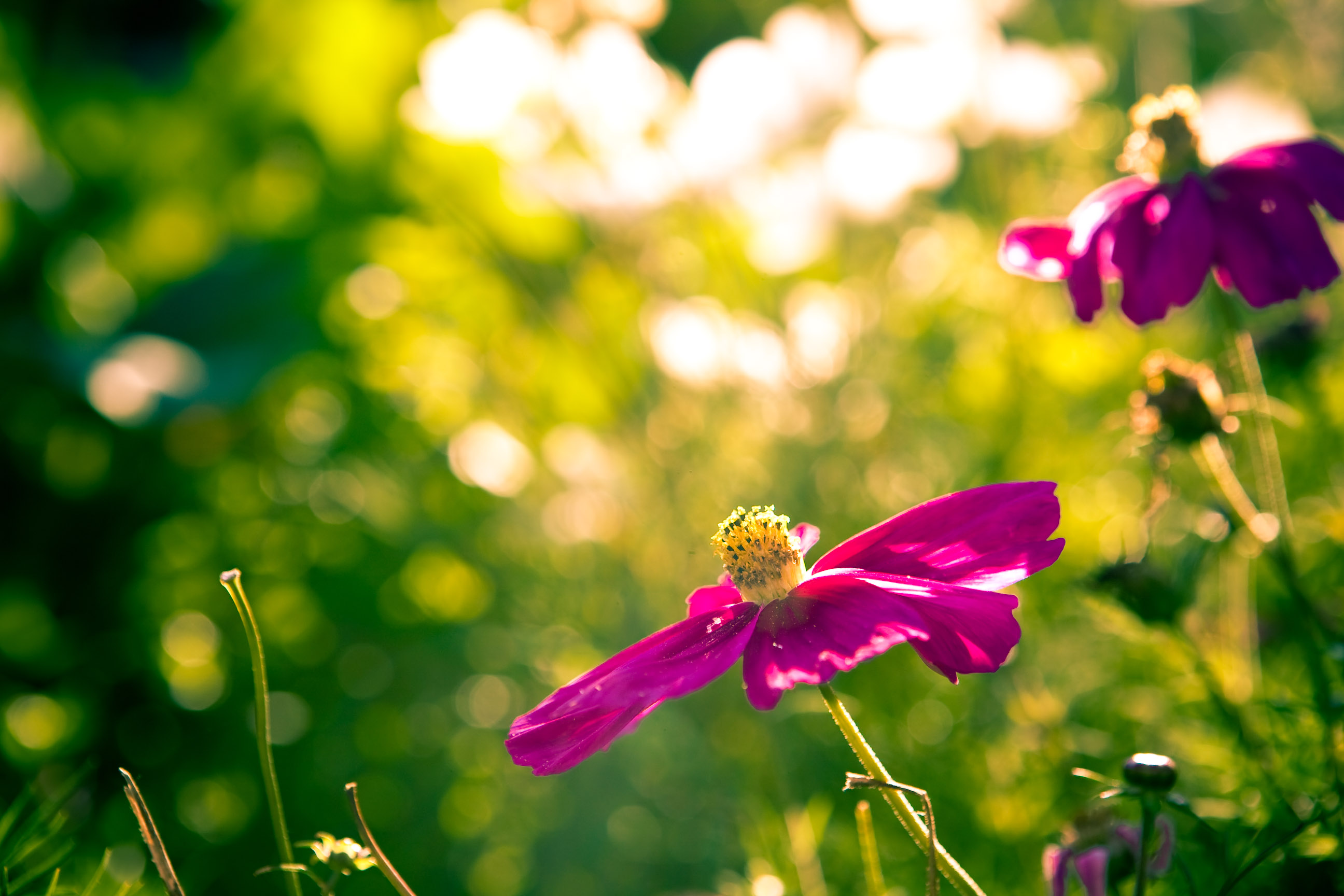
生命力有生命之解

生命力（英語：Vitality，又稱生命能）是維持個體生命存續的力量，或可指獨立個體的生命、健康或青春。其英文名稱「vitality」來自拉丁文「vita」，有「生命」之意。

## 耆那教中的生命力
從耆那教哲學中，一共定義十種生命力（或生命原則）：
- 五官
  - 觸覺
  - 味覺
  - 嗅覺
  - 視覺
  - 聽覺
- 能量
- 呼吸
- 壽命
- 說話器官
- 心智

下表根據生命體的感官，總結了它們具有的生命力：
| 感官數 | 生命力數量 | 具有的生命力                           |
| ------ | ---------- | -------------------------------------- |
| 一種   | 四種       | 觸覺器官、強健的體魄或能量、呼吸及壽命 |
| 兩種   | 六種       | 在上述四種之上加入味覺及說話器官       |
| 三種   | 七種       | 在上述基礎上加入嗅覺                   |
| 四種   | 八種       | 在上述基礎上加入視覺                   |
| 五種   | 九種       | 在上述基礎上加入聽覺（但沒有心智）     |
| 五種   | 十種       | 全部俱備（即具有獨立的心智）           |

根據一篇重要的耆那教文章《諦義證得經》所述：「出於激情的生命力，其嚴重性便是受傷」（The severance of vitalities out of passion is injury）。

## 城市規劃
從城市規劃角度而言，一處地方的「生命力」是指其可提升或發展一地活力及經濟活動程度的潛力。

## 引用來源
- Jain, Vijay K., , 2012  [2020-07-15], ISBN 9788190363945, （原始内容存档于2020-08-10）, Non-copyright